# Station Illfurth
Station Illfurth is een spoorwegstation in de Franse gemeente Illfurth.

## Treindienst
| Serie | Treinsoort | Route                                          | Bijzonderheden |
| ----- | ---------- | ---------------------------------------------- | -------------- |
| C 13  | TER (SNCF) | Belfort – Altkirch – Illfurth – Mulhouse-Ville |                |